# 2026年冬季奧林匹克運動會喬治亞代表團
2026年冬季奧林匹克運動會喬治亞代表團是喬治亞派出的第25届冬季奥林匹克运动会代表團。这是该国第九次参加冬季奥运。

## 高山滑雪
喬治亞已有一名男高山滑雪运动员通过了评选。